# Clovis Teixeira
Clovis Teixeira (1932 — São Paulo, 29 de dezembro de 2010) foi um naturalista, pesquisador e professor universitário brasileiro.
Comendador da Ordem Nacional do Mérito Científico, de acordo com José Galizia Tundisi, foi um dos grandes líderes científicos na oceanografia brasileira no Instituto Oceanográfico da Universidade de São Paulo (IO-USP).

## Biografia
Clovis ingressou no curso de história natural da Universidade de São Paulo, formando-se em 1958. No ano seguinte começou a trabalhar no Instituto Oceanográfico, pesquisando a produtividade primária de fitoplâncton. Durante o ano letivo de 1961 e 1962, Clovis lecionou no laboratório do professor E. Steemann Nielsen, em Copenhague, onde aprendeu técnicas para terminar a produtividade primária de fitoplâncton através da datação por carbono-14. Nesta mesma época, participou de uma expedição científica a bordo do navio oceanográfico Danna, onde teve contato com a tecnologia de ponta da época, que ele mesmo introduziria no Brasil em seu retorno ao país.
Em 1962, Clovis começou a estudar ecologia de fitoplâncton, ciclos biogeoquímicos e os fatores químicos, físico e climáticos da região lagunar de Cananeia. O grupo de estudos produziu diversos artigos científicos sobre plâncton e manguezais da região. Trabalhou em diversas linhas de pesquisa pioneiras no Brasil como ciclos diurnos de fatores ambientais em alto mar, excreção de matéria orgânica de fitoplâncton, respostas fisiológicas à luz de fitoplânctons e interações químicas, físicas e biológicas. Promoveu intercâmbios científicos e cursos em biologia marinha e ecologia de fitoplâncton pioneiros para sua época.
Colaborou com diversos projetos do CNPq, do FINEP e do PROANTAR com o auxílio da Marinha do Brasil. Publicou mais de 100 artigos científicos, dois livros e participou de várias conferências, simpósios e encontros no Brasil e no exterior. Foi agraciado com a ordem de Comendador pelo governo brasileiro e com a Medalha Mérito Tamandaré pela Marinha por seus serviços relevantes ao país.

## Morte
Clovis morreu em sua casa, em São Paulo, em 29 de dezembro de 2010, aos 78 anos. Deixou a esposa, Maria Aparecida, um filho, duas filhas e dois netos.